# マシュー・クイン
マシュー・クイン（Mathew Quinn、1976年4月17日 ‐ ）は、ローデシア共和国・ソールズベリー出身で南アフリカ共和国国籍の元陸上競技選手。専門は短距離走。100mで10秒08の自己ベストを持つ。2001年エドモントン世界選手権男子4×100mリレーの金メダリストである。

## 経歴
1999年8月のセビリア世界選手権でシニア世界大会デビューを果たすと、男子100mは2次予選まで進出するも0秒01差で準決勝進出を逃した。アンカー（モーネ・ナゲル、Marcus la Grange、リー＝ロイ・ニュートン、クイン）を務めた男子4×100mリレーでは予選を38秒76の南アフリカ記録で突破し、決勝でも38秒74の南アフリカ記録（当時）を樹立したが6位に終わった。
2001年8月のエドモントン世界選手権に出場すると、男子100mは2次予選で敗退した。しかし、アンカー（モーネ・ナゲル、Corné du Plessis、リー＝ロイ・ニュートン、クイン）を務めた男子4×100mリレーでは予選と準決勝を突破すると、決勝では38秒47の南アフリカ記録（当時）を樹立。アメリカ（37秒96）に次いで2位に入り、オリンピックを含めてもこの種目で南アフリカ初のメダルとなる銀メダル獲得に貢献した。その後、2005年にアメリカのリレーメンバーだったティム・モンゴメリのドーピング問題が発覚し、アメリカの金メダルが剥奪されたため南アフリカが繰り上がりで金メダルを獲得した。
2002年3月1日にポート・エリザベスで開催された大会の男子4×200mリレーで2走（Marcus la Grange、クイン、Josef van der Linde、Paul Gorries）を務め、1分22秒08のアフリカ記録を樹立した。

## 家族
妻のHeide Seyerlingも元短距離走選手。2000年シドニーオリンピック女子400mで6位、1994年リスボン世界ジュニア選手権女子200mで優勝、2006年アフリカ選手権女子4×400mリレーで優勝などの実績を誇る。2人の出会いは1999年の陸上競技大会だった。

## 自己ベスト
- 記録欄の（　）内の数字は風速（m/s）で、+は追い風、-は向かい風を意味する。
- 記録欄のタイムの横にあるAは、標高1000m以上の場所で記録された高地記録を意味する。

| 種目         | 記録            | 年月日        | 場所                 | 備考             |
| ------------ | --------------- | ------------- | -------------------- | ---------------- |
| 100m         | 10秒08A (-0.1)  | 1999年4月6日  | ゲルミストン         |                  |
| 200m         | 20秒69 (-0.1)   | 2000年2月4日  | ブルームフォンテーン |                  |
| 200m         | 20秒27w (+5.5)  | 1999年4月17日 | ブルームフォンテーン | 追い風参考記録   |
| 4×100mリレー | 38秒47 (4走)    | 2001年8月12日 | エドモントン         | 元南アフリカ記録 |
| 4×200mリレー | 1分22秒08 (2走) | 2002年3月1日  | ポート・エリザベス   | アフリカ記録     |

## 主要大会成績
備考欄の記録は当時のもの
| 年   | 大会                  | 場所                 | 種目    | 結果    | 記録          | 備考           |
| ---- | --------------------- | -------------------- | ------- | ------- | ------------- | -------------- |
| 1999 | ユニバーシアード (en) | パルマ・デ・マヨルカ | 100m    | 3位     | 10秒42 (-1.5) |                |
| 1999 | 世界選手権            | セビリア             | 100m    | 2次予選 | 10秒24 (-0.1) |                |
| 1999 | 世界選手権            | セビリア             | 4x100mR | 6位     | 38秒74 (4走)  |                |
| 2000 | オリンピック          | シドニー             | 100m    | 2次予選 | 10秒27 (+0.8) |                |
| 2001 | 世界選手権            | エドモントン         | 100m    | 2次予選 | 10秒46        |                |
| 2001 | 世界選手権            | エドモントン         | 4x100mR | 優勝    | 38秒47 (4走)  | 南アフリカ記録 |
| 2002 | 英連邦競技大会 (en)   | マンチェスター       | 4x100mR | 予選    | DQ (4走)      |                |